# 黒人英語
黒人英語（こくじんえいご、英: African American Vernacular English）とは、主にアフリカ系アメリカ人（黒人）に特徴的な英語の話し方で、ピジン言語の一つとみなされる。アフリカ人奴隷が奴隷主との英語から学習した際に発展したという説と、言語を異にする奴隷同士がコミュニケーションを図るために英語をもとに発展させたという説がある。
黒人の中にも、黒人同士で話す時は黒人英語を話し、それ以外とは一般的なアメリカ英語を話すといったように双方を使い分ける者もいる。
エボニクス (ebonics) とも呼ばれるが、これは1973年にセントルイス・ワシントン大学教授で心理学者のロバート・ウィリアムズが提唱した用語で、ebony（エボニー、黒檀、転じて黒人のこと）と phonics（フォニックス、英語音声表記法）を合成した語である。
2001年12月18日、カリフォルニア州オークランド統一地区教育委員会で、黒人英語を「標準」英語の方言ではなく、アフリカに起源を持つ異なる言語だとして、英語に次ぐ第二言語とする決議を採択した。この決議において黒人英語を異言語だとしたことは、黒人たちの批判を呼び起こしている。

## 文法
- 標準英語でbe動詞が短縮出来る場合、be動詞が削除される。
  - She cute.（She is cute./She's cute.）
- 習慣を現すのにbe動詞の原形を用いる。
  - He be runnin'.（彼はいつも走っている。=He is always running.）
- be動詞の否定形としてain'tを用いる（但し、ain't gotのain'tは、haven'tの意。don't haveがhaven't gotからの変化によるものであるため）。
- 一部の動詞の過去形の代わりに、過去分詞を使う（did→done，went→goneなど）。
- 黒人英語特有ではないが、いわゆる「三単現の-s」は存在せず、主語の人称によって動詞が変化することはない。
- 二重否定が否定の意で用いられる（彼女は一文無しだ。=She hasn't got any money.もしくはShe has no money.→She ain't got no money.）。
- 基礎動詞のgetを多用する。
- 副詞のoutを多用する。

## 発音
- 語中での位置によって歯音が変化する。
  - 語頭での/ð/は[d]と発音される。
    - [dɘ]（the）

  - 語頭以外での/θ/は[f]、または[t]の発音になる。
    - [mʌnt]（month）
- 母音の直前以外で/r/を発音しない。
  - [sɪstɘ]（sister）
  - [mawnin']（morning）
- 話者によっては母音の直後の/l/を発音しないことがある。
  - [bou]（bowl, bold, bowは全て同じ発音になる）
- 2音節以上の語尾の形態素内で鼻音（/n/, /ŋ/）を省略する。
  - [ɪn]（-ing）
  - [mɔɹnɪn]（morning）
- 語尾の子音群に歯茎音（/t/, /d/, /s/, /z/）が含まれる場合、子音群が省略される場合がある。
  - [pæs]（passed、pastが同じ発音になる）
  - 但し[ʧest]（chased）のように省略しない場合もある。
- [ɪ]と[ɛ]の中和。例えばpinとpen、binとBenの[ɪ]と[ɛ]は、それぞれ中間の発音になる。